# Paris-Roubaix de 1946
A 44.ª edição da Paris-Roubaix teve lugar a 21 de abril de 1946 e foi vencida pelo belga Georges Claes.

## Classificação final
|    | Ciclista             | Equipa             | Tempo      |
| -- | -------------------- | ------------------ | ---------- |
| 1  | Georges Claes        | Rochet             | 7h 13' 25" |
| 2  | Louis Gauthier       | Follis-Dunlop      | m. t.      |
| 3  | Lucien Vlaemynck     | Alcyon-Dunlop      | m. t.      |
| 4  | Frans Bonduel        | Dilecta            | + 19"      |
| 5  | Camille Danguillaume | Peugeot            | + 29"      |
| 6  | Georges Blum         | Rochet             | m. t.      |
| 7  | Maurice Desimpelaere | Alcyon-Dunlop      | m. t.      |
| 8  | Victor Pernac        | France Sport       | m. t.      |
| 9  | Joseph Soffietti     | Rhonson            | m. t.      |
| 10 | Marcel Kint          | Mercier-Hutchinson | m. t.      |